# Solfara Viadimezzo
La solfara Viadimezzo o miniera viadimezzo  è stata una importante miniera di zolfo sita in provincia di Agrigento nei pressi del comune di Casteltermini.
Aperta tra 1860 e il 1870 è oggi inattiva.